# Santa María del Condado
Santa María del Condado, o Santa María del Monte del Condado, es una localidad española, perteneciente al municipio de Vegas del Condado, en la provincia de León y la comarca de La Sobarriba, en la Comunidad Autónoma de Castilla y León.

## Toponimia
María, del hebreo Mariam, en referencia a María, madre de Jesús.
Condado, del latín Cominatus, "cortejo, acompañamiento", "dignidad honorífica de conde" o "territorio o lugar a que se refiere el título nobiliario de conde y sobre el cual ejercía éste antiguamente señorío" (en referencia a los Nuñez de Guzmán); o del céltico Condate, "confluencia" (en referencia a los ríos Porma y Curueño).
Sancta Maria (año 1179).

## Situación geográfica
Situado entre el Valle Valdesaz y el Valle del Sestil (este último forma el Embalse de Santa María), que confluyen en el Arroyo del Pontón, afluente del Arroyo del Reguerón, el cual desemboca en el Río Porma.

## Historia
Perteneció a la antigua Hermandad de La Sobarriba.

## Ubicación y accesos
Santa Maria del Condado se compone por dos núcleos urbanos: el pueblo de Santa María y la urbanización Montesol.
| Noroeste: Abadengo de Torío, Palacio de Torío             | Norte: Barrillos de Curueño                      | Noreste: Barrio de Nuestra Señora                         |
| Oeste: Villaverde de Arriba, Villaverde de Abajo          |                                                  | Este: Castro del Condado                                  |
| Suroeste Santovenia del Monte, Villafeliz de la Sobarriba | Sur: Villamayor del Condado, Represa del Condado | Sureste: Villanueva del Condado, San Cipriano del Condado |

Red de carreteras que conectan con Santa María del Condado
| Identificador | Denominación         | Itinerario                                                                            |
| ------------- | -------------------- | ------------------------------------------------------------------------------------- |
| N-621         | Carretera nacional   | Carretera de Santander. Conecta con León al Oeste y Barrio de Nuestra Señora al Este. |
| LE-130/1      | Carretera provincial | Conecta al pueblo de Santa María con la N-621 (Carretera Santander).                  |